# Elzalia poli
Elzalia poli is een rondwormensoort uit de familie van de Xyalidae. De wetenschappelijke naam van de soort is voor het eerst geldig gepubliceerd in 1990 door Castillo-Fernández & Lambshead.